# Chadżymurad Magomiedow
Chadżymurad Sajgidmagomiedowicz Magomiedow (ros. Хаджимурад Сайгидмагомедович Магомедов; ur. 24 lutego 1974 w Machaczkale) – rosyjski zapaśnik w stylu wolnym. Z pochodzenia jest  Awarem. Złoty medal na olimpiadzie w Atlancie 1996 w kategorii 82 kg.
Czterokrotny uczestnik Mistrzostw Świata, mistrz z 2001, drugi w 1999. Złoty medalista na Mistrzostwach Europy w 1997, srebrny w 1996. Czwarty w Pucharze Świata w 2001; szósty w 2003. Drugi w Igrzyskach Dobrej Woli w 1998. Złoty medal na Igrzyskach Wojskowych w 1999 roku.
Mistrz ZSRR w 1996 i 1999; drugi w 1995 i trzeci w 2001, 2002 i 2004 roku.